# Michal Kýček
Michal Kýček (* 17. října 1974) je bývalý český fotbalový brankář.

## Fotbalová kariéra
V české lize hrál za FC Union Cheb a FK Chmel Blšany. Nastoupil ve 4 ligových utkáních. Ve druhé lize hrál za FC MUS Most.

## Ligová bilance
| Ročník                          | Zápasy | Góly | Klub            |
| ------------------------------- | ------ | ---- | --------------- |
| 1. česká fotbalová liga 1995/96 | 3      | 0    | FC Union Cheb   |
| 2. česká fotbalová liga 1997/98 | 20     | 0    | FC MUS Most     |
| 2. česká fotbalová liga 1998/99 | 11     | 0    | FC MUS Most     |
| 2. česká fotbalová liga 1999/00 | 17     | 0    | FC MUS Most     |
| 2. česká fotbalová liga 2000/01 | 4      | 0    | FC MUS Most     |
| 2. česká fotbalová liga 2001/02 | 9      | 0    | FC MUS Most     |
| 2. česká fotbalová liga 2002/03 | 30     | 0    | FC MUS Most     |
| 2. česká fotbalová liga 2003/04 | 27     | 0    | FC MUS Most     |
| Gambrinus liga 2004/05          | 1      | 0    | FK Chmel Blšany |
| CELKEM 1. liga                  | 4      | 0    |                 |